# Elisabetta Carlotta del Palatinato
Elisabetta Carlotta del Palatinato, duchessa d'Orléans, in tedesco Elisabeth Charlotte von der Pfalz (Heidelberg, 27 maggio 1652 – Castello di Saint-Cloud, 8 dicembre 1722), è stata una principessa tedesca e moglie di Filippo I d'Orléans, fratello minore di Luigi XIV di Francia. La sua vasta corrispondenza fornisce un resoconto dettagliato delle personalità e delle attività alla corte di suo cognato, Luigi XIV.
Insieme con il marito, Filippo di Francia, Monsieur, il Duca d'Orléans, sono i fondatori dell'attuale Casato degli Orléans - il loro unico figlio maschio sopravvissuto Filippo II d'Orléans, divenne Reggente di Francia durante la minore età di Luigi XV di Francia. È anche la nonna materna di Francesco Stefano di Lorena e antenata di Luigi Filippo di Francia, e quindi molte case reali d'Europa come quella spagnola, italiana, bulgara, austriaca, toscana, napoletana discendono da lei.

## Biografia

### Giovinezza
Elisabetta Carlotta nacque il 27 maggio 1652 nel castello di Heidelberg da Carlo I Luigi, Elettore Palatino, figlio del re Federico I di Boemia, appartenente al Casato dei Wittelsbach, e dalla Langravia Carlotta d'Assia-Kassel.
Durante l'infanzia venne conosciuta come Liselotte, una miscela dei suoi nomi. I suoi genitori avevano contratto un infelice matrimonio dinastico e nel 1653 suo padre cominciò una relazione con Marie Luise von Degenfeld, una delle dame di sua moglie. Egli pretendeva di sposarla senza il beneficio di un divorzio giudiziale e affermò di volerlo fare per legittimare i figli bastardi. Liselotte aveva cinque anni quando fu mandata a vivere con la sorella del padre, Sofia, moglie di Ernesto Augusto, Elettore di Hannover.
Ricordò sempre il periodo trascorso con la zia come il più felice della sua vita, anche se divenne abbastanza legata alle sorellastre minori da corrispondere con loro almeno settimanalmente dopo il suo matrimonio. Nel 1663, Liselotte dovette far ritorno ad Heidelberg, dove visse con la matrigna, i quindici fratellastri e il fratello, il futuro Carlo II, Elettore Palatino.
Avrebbe presumibilmente voluto sposare suo cugino Guglielmo III d'Orange - che conobbe in seguito a una lunga visita all’Aia da piccola, insieme alla zia Sofia, andate a visitare la nonna Elisabetta Stuart, stabilitasi là - il quale in seguito sarebbe diventato re d'Inghilterra, anche se la sua famiglia riteneva che necessitassero sacrifici vòlti a procurarle un matrimonio più vantaggioso con il fratello del re di Francia da poco rimasto vedovo, precedentemente sposato con Enrichetta Anna d'Inghilterra.

### Matrimonio

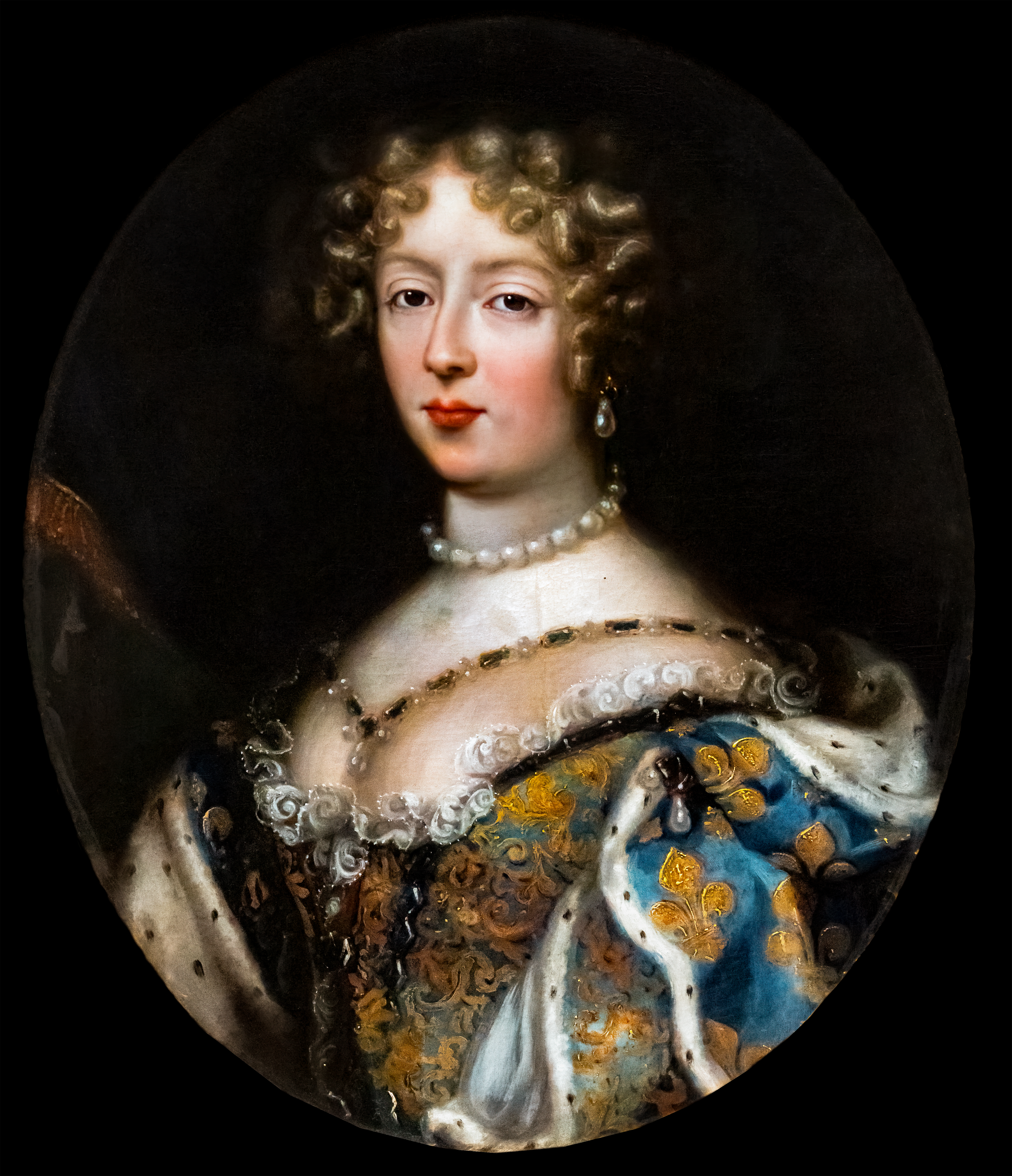
Liselotte da giovane.

Il 16 novembre 1671 si sposò per procura a Metz. Con la predisposizione, dopo aver lasciato il regno di suo padre, ma prima di arrivare in Francia, si convertì ufficialmente al cattolicesimo. Alla corte francese suo marito Filippo era conosciuto con il tradizionale titolo onorifico di Monsieur. Di conseguenza, Elisabetta Carlotta assunse il titolo di Madame.
Elisabetta Carlotta fu molto legata alle sue due figliastre Maria Luisa ed Anna Maria. Quando Maria Luisa lasciò la Francia per sposare Carlo II di Spagna nel 1679, Liselotte l'accompagnò fino ad Orléans.
L'orientamento omosessuale di suo marito era ben conosciuto a corte. Elisabetta Carlotta confidò perfino che egli aveva bisogno di "rosari e sante medaglie avvolte nel posto appropriato per eseguire l'atto necessario" con lei.
Elisabetta Carlotta contestò apertamente delle spese fatte da Filippo per i suoi favoriti e anche l'esercizio della loro influenza su di lui allo scopo di arricchire. In proposito disse:

«Potrei sopportarlo solo se Monsieur sperperasse le sue sostanze al gioco, ma a volte egli dà via più di 100.000 franchi in un colpo solo, e tutte le economie si ripiegano su di me e sui bambini. Ciò non è affatto piacevole, oltre ad avermi messo in una posizione dove, come Dio mi è testimone, dovremmo vivere completamente della carità del Re, che è una cosa miserabile»

Elisabetta Carlotta ebbe appartamenti a Versailles, l'uso del Palais-Royal a Parigi, e la sua residenza preferita, il bellissimo castello di Saint-Cloud, alla periferia di Parigi, che fu la dimora principale della coppia quando non soggiornavano al palazzo di Versailles. Liselotte ebbe anche un appartamento nella residenza privata del re, il castello di Marly. Nei suoi anni di vedovanza avrebbe soggiornato presso il Grand Trianon, costruito da suo cognato.
Il matrimonio in un primo momento si rivelò felice, con la nascita di due eredi maschi. Dopo la morte del primogenito della coppia, il duca di Valois, Elisabetta Carlotta cadde in depressione ed era preoccupata per la sua terza gravidanza. Dopo questa nascita, il rapporto tra marito e moglie non fu mai così intimo quanto lo era stato. La coppia ebbe in totale tre figli: dopo la nascita di Elisabetta Carlotta (futura duchessa di Lorena), la coppia di comune accordo interruppe le relazioni coniugali. Filippo tornò dai suoi favoriti e Liselotte alle sue lettere.
Le sue lettere a sua zia Sofia e ad altri creano non solo un quadro vivido della vita durante il regno di Luigi XIV, ma anche del periodo della Reggenza di suo figlio, Filippo. Esse riflettono la sua alienazione dal marito e da altri membri della famiglia, così come le sue calde relazioni con il re e con suo figlio, sua figlia e le sue due figliastre.

### Vita di corte

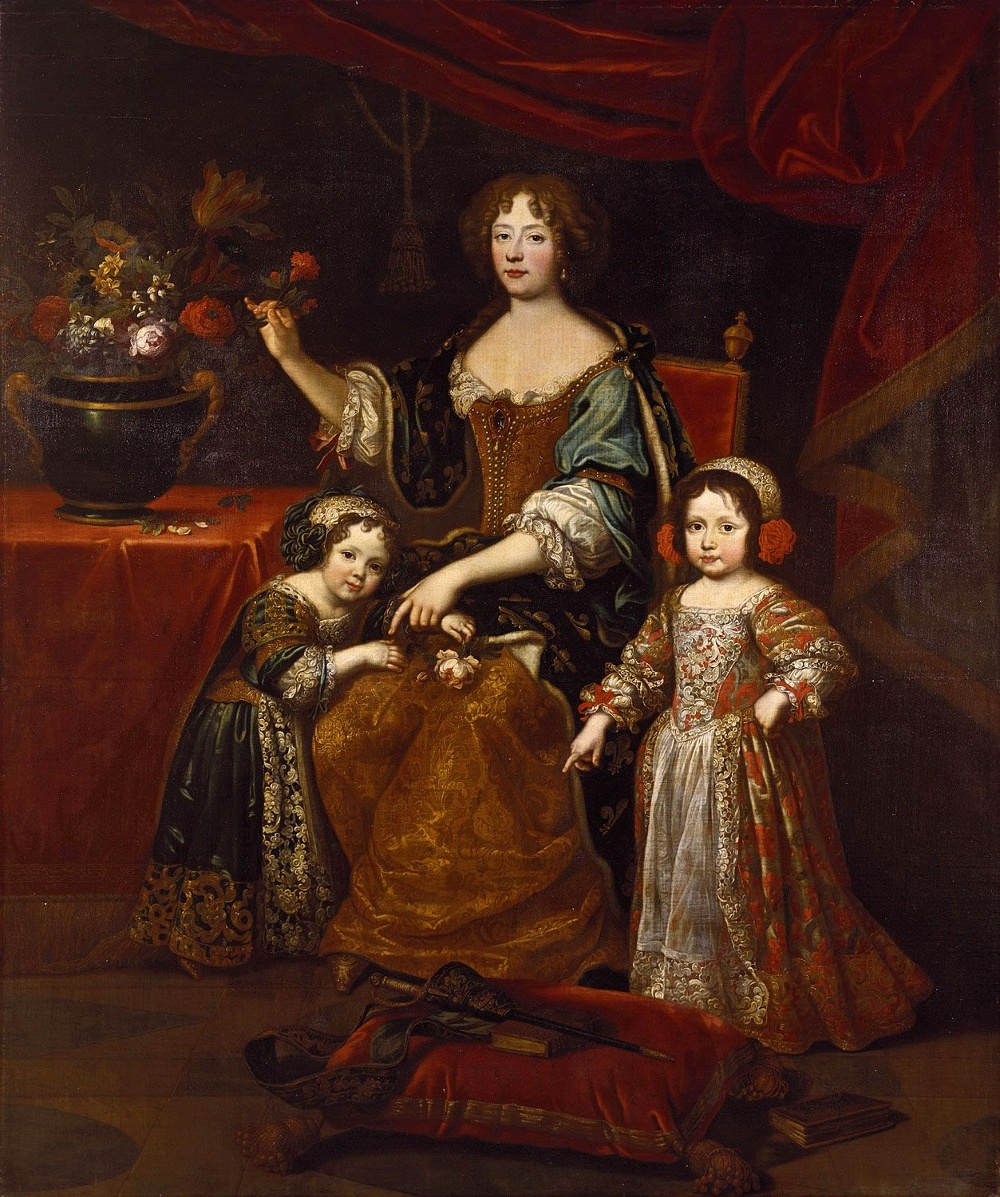
Liselotte con i figli, Philippe ed Élisabeth Charlotte

In quanto fratello e cognata del re, Filippo e Liselotte presenziavano abitualmente a corte, dove il rango di Figlio di Francia spettante al duca d'Orléans garantiva la precedenza su tutti eccetto che la regina, le mogli dei figli e nipoti del re. Liselotte non amava i figli illegittimi del re, soprattutto Luigi Augusto, duca del Maine.
La figlia minore del Re e di Madame de Montespan, Francesca Maria di Borbone, finì tuttavia con lo sposare suo figlio. Nessun incentivo rese mai Elisabetta Carlotta favorevole al matrimonio. Quando scoprì che suo figlio aveva acconsentito su insistenza del re, gli diede uno schiaffo davanti a tutta la corte, e voltò le spalle al re quand'egli la salutò con un inchino. In seguito scrivendo sull'argomento:

«Se, versando il mio stesso sangue, avessi potuto impedire il matrimonio di mio figlio, lo avrei fatto volentieri, ma poiché la cosa è stata fatta, non ho avuto altro desiderio che preservare l'armonia.»

Dopo che il re trasferì il suo affetto da m.me de Montespan a m.me de Maintenon, Elisabetta Carlotta divenne ossessivamente risentita e sospettosa verso quest'ultima. Elisabetta Carlotta si riferiva a lei come alla "vecchia prostituta del re", "vecchia strega", e "vecchia puttana".
Oltre alle lettere a sua zia Sofia e alle sue sorellastre morganatiche (dette le Raugravine), ella corrispose anche con l'ex cortigiano Gottfried Leibniz, anche se non si incontrarono mai. Dopo che egli morì, ella insistette sul fatto che l'Académie des Sciences, di cui era stato membro, onorasse la sua scomparsa. Il conseguente elogio a Leibniz di Fontenelle fu l'unico mai pronunciato in suo onore.
Quando nel 1685 il ramo dei Simmern appartenente al Casato dei Wittelsbach si estinse in linea maschile con la morte del fratello di Liselotte, Carlo II, Luigi XIV inviò delle truppe per rivendicare il Palatinato in nome della cognata, dando così inizio alla Guerra della Grande Alleanza (1688-1697).
Il 9 giugno 1701, il marito, a poco meno di sessantuno anni, morì di un ictus al castello di Saint-Cloud. In precedenza, aveva avuto una accesa discussione con il fratello al castello di Marly riguardo al comportamento di suo figlio (che era anche il genero del re).

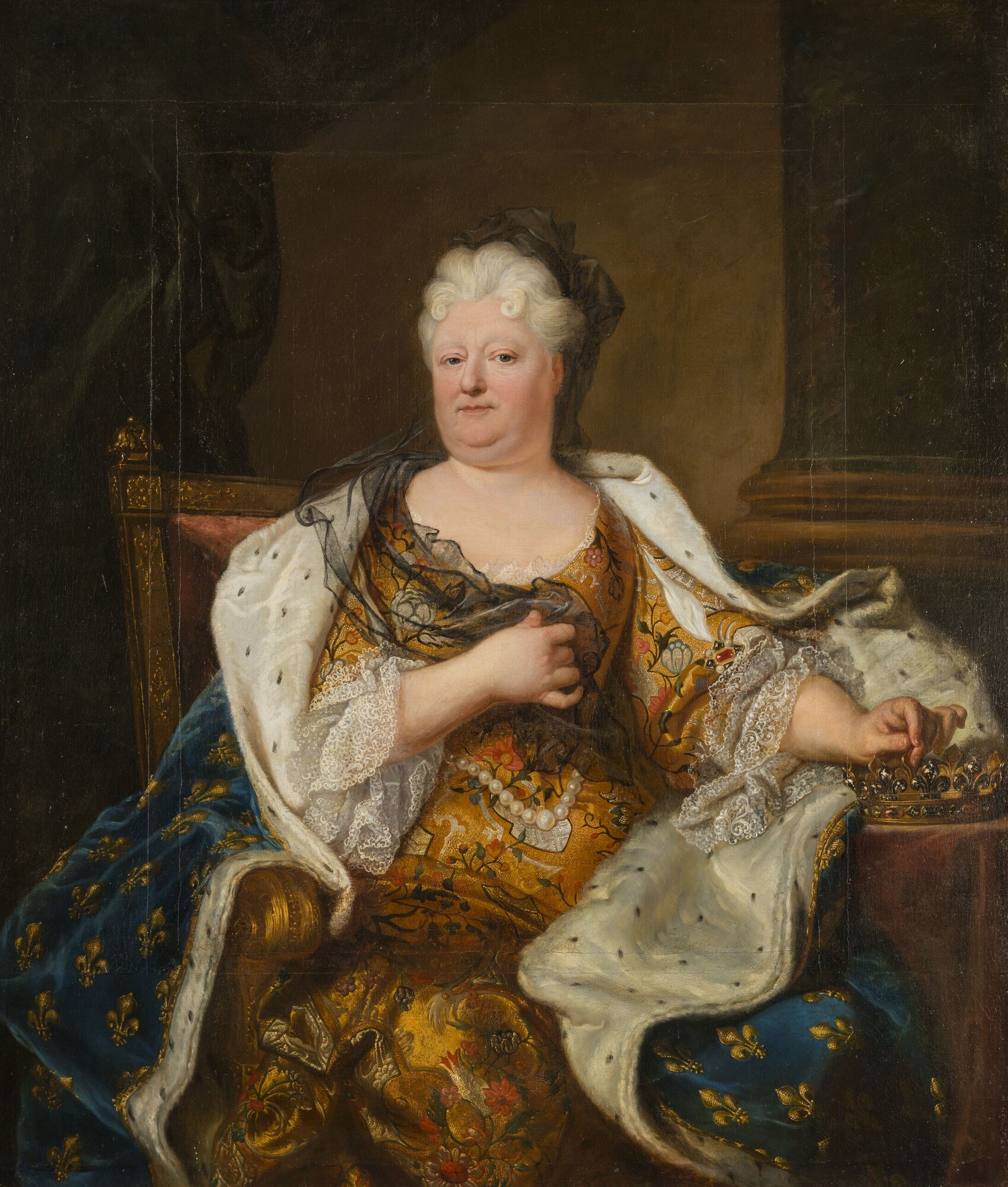
Ritratto di Elisabetta Carlotta del Palatinato, realizzato da Hyacinthe Rigaud.

Dopo la morte del marito, Elisabetta Carlotta temeva che il re l'avrebbe mandata in un convento, come previsto nel suo contratto di matrimonio. Invece, dopo che furono rinvenute delle lettere sprezzanti nei confronti di Madame de Manteinon, andò dal sovrano per invocare il perdono; il re accettò le scuse di Elisabetta facendole promettere di non usare più quei toni verso la propria consorte morganatica.
Rimase la benvenuta a corte, le fu permesso di mantenere i suoi appartamenti in tutte le residenze reali e di conservare il suo rango. Da suo marito ereditò 40.000 livres l'anno. Luigi XIV aggiunse 250.000 livres e suo figlio le promise altre 200.000 livres. Qualche tempo dopo la morte di Filippo, scrisse: 

«Se coloro che sono nel mondo prossimo potessero sapere cosa accade in questo, credo che Sua Grazia, il compianto Monsieur, sarebbe più contento di me, perché ho cercato nei suoi cassetti tutte le lettere scrittegli dai suoi fidanzati e le ho bruciate senza leggerle, in modo che non cadano in mani altrui... poi... ho ricevuto grande conforto dal re, altrimenti non potrei sopportare la mia posizione. Quando il re parla di Monsieur, è molto commosso.»

Nel 1715, Luigi XIV morì all'età di settantasette anni al palazzo di Versailles. Nel suo testamento, divise le prerogative di regno tra i parenti e i cortigiani, assegnando al figlio legittimato, il Duca del Maine, la tutela del nuovo re, Luigi XV, che aveva cinque anni. Il Parlamento di Parigi rovesciò le disposizioni del testamento, su richiesta del figlio di Elisabetta Carlotta, che divenne così reggente.
Nelle sue Lettere Elisabetta Carlotta descrive il nuovo periodo della Reggenza. Benché non più superata in rango da nessun'altra donna e libera dalle persecuzioni immaginarie di Madame de Maintenon, ella non smise le denunce giornaliere ai suoi corrispondenti circa le buffonate di quella che considerava una corte sempre più decadente. Riguardo a ciò scrisse:

«Io credo che le storie che saranno scritte su questa corte dopo di noi saranno migliori e più divertenti di qualsiasi romanzo, e temo che coloro che verranno dopo di noi non saranno in grado di crederci e penseranno che sono solo favole.»

Le sue circa 3.000 Lettere - a noi pervenute in diverse raccolte - descrivono, a volte in modo crudo, la vita di Corte, con i suoi pettegolezzi, i suoi intrighi. 
Elisabetta Carlotta morì all'età di settant'anni, l'8 dicembre 1722, al Castello di Saint-Cloud.
I suoi discendenti, attraverso suo figlio, costituirono il Casato degli Orléans, salito al trono di Francia con Luigi Filippo, nel 1830. Attraverso sua figlia, come lei di nome Elisabetta Carlotta, fu un'antenata degli Asburgo-Lorena e bisnonna di Maria Antonietta.

## Discendenza
| Nome                                                                 | Nascita           | Morte            | Note |  |
| -------------------------------------------------------------------- | ----------------- | ---------------- | --- |  |
| Alessandro Luigi Duca di Valois                                      | 2 luglio 1673     | 8 dicembre 1676  | nato al Castello di Saint-Cloud e morto al Palais-Royal; |  |
| Filippo Duca d'Orléans                                               | 2 agosto 1674     | 2 dicembre 1723  | nato al Castello di Saint-Cloud fu titolato Duca di Chartres dalla nascita fino alla successione come Duca d'Orléans nel 1701; sposò la sua prima cugina Francesca Maria di Borbone-Francia ed ebbe figli; morì al Palazzo di Versailles; Reggente di Francia e Navarra durante la minore età di Luigi XV di Francia - questo periodo fu conosciuto come la Reggenza; |  |
| Elisabetta Carlotta Duchessa di Lorena e Bar Principessa di Commercy | 13 settembre 1676 | 23 dicembre 1744 | nata al Castello di Saint-Cloud sposò Leopoldo di Lorena, Duca di Lorena nel 1698 ed ebbe figli; divenne Principessa Sovrana di Commercy nel 1737; morì a Commercy; conosciuta come Mademoiselle de Chartres; |  |

## Aspetto e personalità
Era grossolana, a volte persino volgare. Parlava con un evidente accento tedesco e non le piaceva ballare, in contrasto con la moda francese dell'epoca. Rispetto alla sua predecessora, Enrichetta Anna Stuart, definita bella e graziosa, Elisabetta Carlotta era imperturbabile e quasi un'amazzone. Era capace di cacciare tutto il giorno, rifiutandosi di indossare la tradizionale maschera che le donne francesi usavano per proteggere la loro pelle mentre guardavano gli uomini cacciare. Il suo viso risentì nell'aspetto delle intemperie.
Soleva camminare troppo rapidamente perché la maggior parte dei cortigiani potesse tenere il passo. L'appetito, negli anni, l'aveva portata a un aumento di peso, e nel descrivere sé stessa una volta commentò che sarebbe stata così buona da mangiare come un maiale da latte arrosto.
Cresciuta nella fede protestante, lei non amava le lunghe messe in latino. Tuttavia rimase indignata per l'aperta infedeltà praticata dall'aristocrazia. Le sue opinioni erano spesso in opposizione quelle in uso presso la corte francese.
È conosciuta con diversi nomi e stili in diverse lingue con:
- variazioni del suo nome, in Charlotte Elisabeth, Elisabeth Charlotte e Liselotte von der Pfalz;
- variazioni dei suoi titoli e delle denominazioni territoriali, come ad esempio Principessa Elettorale, Principessa Palatina, del Palatinato, del Reno, ecc. (anche nelle rispettive forme francese e tedesca).

Ad ogni modo, i titoli dinastici a cui aveva diritto erano Contessa Palatina del Reno e Duchessa di Baviera.

## Ascendenza
|                                       |                         |                                      | Genitori                            |  |  | Nonni |  |  | Bisnonni                   |  |  | Trisnonni                  |  |
|                                       |                         |                                      |                                     |  |  |       |  |  | Federico IV del Palatinato |  |  | Ludovico VI del Palatinato |  |
|                                       |                         |                                      |                                     |  |  |       |  |  | Federico IV del Palatinato |  |  | Ludovico VI del Palatinato |  |
|                                       |                         | Elisabetta d'Assia                   |                                     |  |  |       |  |  | Federico IV del Palatinato |  |  |                            |  |
| Federico V del Palatinato             |                         |                                      |                                     |  |  |       |  |  | Federico IV del Palatinato |  |  |                            |  |
|                                       |                         | Luisa Giuliana di Nassau             | Guglielmo il Taciturno              |  |  |       |  |  |                            |  |  |                            |  |
|                                       |                         | Luisa Giuliana di Nassau             | Guglielmo il Taciturno              |  |  |       |  |  |                            |  |  |                            |  |
|                                       |                         | Luisa Giuliana di Nassau             | Carlotta di Borbone-Montpensier     |  |  |       |  |  |                            |  |  |                            |  |
| Carlo I Luigi del Palatinato          |                         | Luisa Giuliana di Nassau             |                                     |  |  |       |  |  |                            |  |  |                            |  |
|                                       |                         | Giacomo I d'Inghilterra              | Enrico Stuart, Lord Darnley         |  |  |       |  |  |                            |  |  |                            |  |
|                                       |                         | Giacomo I d'Inghilterra              | Enrico Stuart, Lord Darnley         |  |  |       |  |  |                            |  |  |                            |  |
|                                       |                         | Giacomo I d'Inghilterra              | Maria, regina di Scozia             |  |  |       |  |  |                            |  |  |                            |  |
| Elisabetta Stuart                     |                         | Giacomo I d'Inghilterra              |                                     |  |  |       |  |  |                            |  |  |                            |  |
|                                       |                         | Anna di Danimarca                    | Federico II di Danimarca            |  |  |       |  |  |                            |  |  |                            |  |
|                                       |                         | Anna di Danimarca                    | Federico II di Danimarca            |  |  |       |  |  |                            |  |  |                            |  |
|                                       |                         | Anna di Danimarca                    | Sofia di Meclemburgo-Güstrow        |  |  |       |  |  |                            |  |  |                            |  |
| Elisabetta Carlotta del Palatinato    |                         | Anna di Danimarca                    |                                     |  |  |       |  |  |                            |  |  |                            |  |
|                                       | Maurizio d'Assia-Kassel | Guglielmo IV d'Assia-Kassel          |                                     |  |  |       |  |  |                            |  |  |                            |  |
|                                       | Maurizio d'Assia-Kassel | Guglielmo IV d'Assia-Kassel          |                                     |  |  |       |  |  |                            |  |  |                            |  |
|                                       | Maurizio d'Assia-Kassel | Sabina di Württemberg                |                                     |  |  |       |  |  |                            |  |  |                            |  |
| Guglielmo V d'Assia-Kassel            | Maurizio d'Assia-Kassel |                                      |                                     |  |  |       |  |  |                            |  |  |                            |  |
|                                       |                         | Agnese di Solms-Laubach              | Giovanni Giorgio di Solms-Laubach   |  |  |       |  |  |                            |  |  |                            |  |
|                                       |                         | Agnese di Solms-Laubach              | Giovanni Giorgio di Solms-Laubach   |  |  |       |  |  |                            |  |  |                            |  |
|                                       |                         | Agnese di Solms-Laubach              | Margherita di Schönburg-Glauchau    |  |  |       |  |  |                            |  |  |                            |  |
| Carlotta d'Assia-Kassel               |                         | Agnese di Solms-Laubach              |                                     |  |  |       |  |  |                            |  |  |                            |  |
|                                       |                         | Filippo Luigi II di Hanau-Münzenberg | Filippo Luigi I di Hanau-Münzenberg |  |  |       |  |  |                            |  |  |                            |  |
|                                       |                         | Filippo Luigi II di Hanau-Münzenberg | Filippo Luigi I di Hanau-Münzenberg |  |  |       |  |  |                            |  |  |                            |  |
|                                       |                         | Filippo Luigi II di Hanau-Münzenberg | Maddalena di Waldeck                |  |  |       |  |  |                            |  |  |                            |  |
| Amalia Elisabetta di Hanau-Münzenberg |                         | Filippo Luigi II di Hanau-Münzenberg |                                     |  |  |       |  |  |                            |  |  |                            |  |
|                                       |                         | Caterina Belgica di Nassau           | Guglielmo il Taciturno              |  |  |       |  |  |                            |  |  |                            |  |
|                                       |                         | Caterina Belgica di Nassau           | Guglielmo il Taciturno              |  |  |       |  |  |                            |  |  |                            |  |
|                                       |                         | Caterina Belgica di Nassau           | Carlotta di Borbone-Montpensier     |  |  |       |  |  |                            |  |  |                            |  |
|                                       |                         | Caterina Belgica di Nassau           |                                     |  |  |       |  |  |                            |  |  |                            |  |